# زمین‌لرزه‌های ۱۴۰۱ هرمزگان
زمین‌لرزه‌های ۱۴۰۱ هرمزگان زمین‌لرزه‌ای دوگانه به بزرگی ۶/۳ درجه در مقیاس بزرگای گشتاوری بود که در عمق ۵ کیلومتری زمین رخ داده است، که بامداد شنبه، ۱۱ تیرماه ۱۴۰۱، بندر خمیر، بندر لنگه و مناطق اطراف در استان هرمزگان را لرزاند. مدت وقوع این زمین لرزه ۱ دقیقه و ۳۶ ثانیه طول کشید است. در روستای سایه خوش از توابع بندر لنگه حدود هفت نفر جان‌باخته‌اند.
این زمین لرزه ۱۰ پیش لرزه شدید و بزرگ داشت که با بزرگی‌های ۵٫۲ و ۵٫۳ و ۵٫۶ و ۵٫۴ و ۶٫۱ و ۶٫۱ بود که در زمین لرزه و ۶٫۱ و ۵٫۶ چندین نفر کشته بر جای گذاشت. ۶ پس‌لرزه شدید و بزرگ داشت که با بزرگی‌های ۵٫۷ و ۵٫۸ و ۵٫۴ که یک مصدوم بر جای گذاشت. ۵۰ پس لرزه و پیش لرزه با بزرگی ۴ ریشتر ثبت شده است و بزرگ‌ترین زمین لرزه با بزرگی ۴٫۹ ریشتر در ۳ مرداد ۱۴۰۱ رخ داد.
این زلزله در امارت متحده عربی، عربستان سعودی، قطر و بحرین نیز احساس شد. این زمین لرزه به عنوان پنجمین زمین لرزه بزرگ ایران ثبت شده است.

## زمینه زمین‌ساختی
بندرعباس از دید زمین‌ساختی در حاشیه جنوبی کمربند برخورد قاره‌ای میان صفحه اوراسیا و صفحه عربستان قرار دارد. این برخورد باعث تشکیل کوه‌های زاگرس و فلات ایران شده است. کمربند چین‌خورده و رانده زاگرس سامانه گسلی مهمی است که در راستای کوه‌های زاگرس کشیده شده است. این سامانه گسلی طی سال‌ها زمین‌لرزه‌های مخرب بسیاری را در ایران به وجود آورده است.

## شدت
| مقیاس مرکالی اصلاح‌شده در نقاط مشخص |                                          |
| مقیاس شدت مرکالی                   | مکان                                     |
| VII (بسیار قوی)                    | سایه‌خوش                                  |
| VI (قوی)                           | بندر خمیر                                |
| V (متوسط)                          | بندر لنگه                                |
| IV (ملایم)                         | بندرعباس، شارجه، رأس‌الخیمه، عجمان، میناب |